# Madison (Wisconsin)
Madison é a capital do estado norte-americano do Wisconsin, no condado de Dane, do qual é sede. Foi fundada em 1836 e incorporada em 1856.
O Aeroporto Regional do Condado de Dane serve a cidade.

## História
As origens de Madison começam em 1829, quando o ex-juiz federal James Duane Doty comprou mais de mil acres (4 km²) de mangues e florestas no istmo entre os lagos Mendota e Monona, com a intenção de construir uma cidade na região dos quatro lagos. Quando o Território Wisconsin foi criado em 1836, o legislador territorial convocado em Belmont, Wisconsin. Uma das tarefas da legislatura foi selecionar um local permanente para o capital do território. Doty pressionaram agressivamente para Madison como a nova capital, oferecendo búfalos vestes para os legisladores de congelamento e muita alternativa promissora a Madison, a preços com desconto para os eleitores indecisos. Ele tinha James Slaughter e plat duas cidades na área, Madison e "A Cidade de Quatro Lagos", perto da atual Middleton. Doty nomeou a Madison a cidade por James Madison, o quarto Presidente os Estados Unidos falecido em 28 de junho de 1836 e nomeou as ruas para os outros 38 signatários da Constituição dos Estados Unidos. Embora a cidade só existisse no papel, o legislatura territorial votada em 28 de novembro em favor de Madison como sua capital, em grande parte devido à sua localização a meio caminho entre as cidades novas e crescentes em torno Milwaukee no leste e no longo post estabelecido estratégico de Prairie du Chien, no oeste, e entre o populoso levar as regiões de mineração no sudoeste e a mais antiga cidade do Wisconsin, Green Bay, no nordeste. Foi nomeada para o muito admirado pai fundador James Madison, que tinha acabado de morrer, e ruas 
com nomes para cada um dos 39 signatários da Constituição, pode ter também ajudado a atrair votos.

### Os anos 60 e 70
Durante a Guerra do Vietnã, Madison foi um dos locais onde a contra-cultura americana cresceu e algumas das grandes manifestações violentas contra a guerra ocorreram, incluindo um protesto estudantil em 1967 contra Dow Chemical no qual 74 pessoas foram feridas por violência policial. Além dos grandes protestos, pequenos grupos de militantes cometeram atos de sabotagem e destruição de propriedade.
Em um dos incidentes mais infames, um grupo 4 militantes conhecido como "The New Year's Gang" ("A Gangue do Ano Novo") usaram uma bomba caseira para explodir Sterling Hall, um prédio na Universidade de Wisconsin onde, de acordo com uma série de artigos no jornal estudantil, o Departamento da Defesa financiava pesquisa relacionada com a operação de contra-insurgência no Vietnã. A bomba matou um estudante de pós-graduação, algo que os militantes afirmaram ser um acidente. A polícia prendeu 3 deles e foram presos por 3 aos 7 anos. O quarto, Leo Burt, ainda continua foragido e é procurado pelo FBI.
A contra-cultura, atividade contra a Guerra do Vietnã e ativismo pelos direitos dos afro-americanos durante este período turbulento são retratadas no documentário "The War at Home" ("A Guerra em Casa").  Por causa destes eventos, hoje Madison é bem conhecida como cidade de esquerda pelo resto do estado e país.

## Geografia
De acordo com o United States Census Bureau, a cidade tem uma área de 263 km², dos quais 206,1 km² estão cobertos por terra e 56,9 km² por água.

## Demografia
Segundo o censo nacional de 2010, a sua população é de 233 209 habitantes, e sua densidade populacional é de 886,9 hab/km². É a segunda cidade mais populosa do estado e a 82ª mais populosa do país. Possui 108 843 residências, que resulta em uma densidade de 547,3 residências/km².

## Personalidades
- John Bardeen (1908-1991), Prémio Nobel de Física de 1956 e de 1972

## Marcos históricos

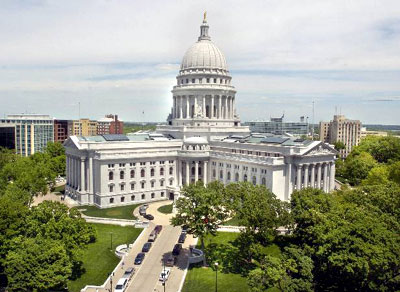
Capitólio estadual de Wisconsin

O Registro Nacional de Lugares Históricos lista 155 marcos históricos em Madison. O primeiro marco foi designado em 15 de outubro de 1966 e o mais recente em 22 de março de 2021, a Philip H. and Margaret Gray House. Existem sete Marco Histórico Nacional na cidade, que inclui o Capitólio Estadual do Wisconsin, designado como tal em 3 de janeiro de 2001.